# 八面通林业局
八面通林业局，又称八面通重点国有林管理局，是一个位于中华人民共和国黑龙江省牡丹江市穆棱市的类似乡级单位，亦是中国龙江森林工业集团（黑龙江省森林工业总局）所属的一个林业局，分属牡丹江林业管理局。
八面通林业局处于绥芬河、鸡西、牡丹江三地中心区域。施业区总面积171891公顷，总人口17625人。

## 行政区划
八面通林业局下辖以下单位：
第一社区、第二社区、第三社区、第四社区、第五社区、第六社区、风月桥经营所、护林经营所、纯盛经营所、青沟岭经营所、自兴经营所、三兴经营所、新兴经营所、红星经营所、光义经营所、老黑山经营所、马桥河经营所、幸福经营所、红房子经营所、柳毛河经营所、枯河沟经营所、悬羊经营所、砍椽沟经营所、七家子经营所。